# The Chronic
„The Chronic“ е първият студиен албум на американския рапър и продуцент Доктор Дре. Албумът е издаден на 15 декември 1992 година от неговата собствена звукозаписна компания „Death Row Records“ и разпространен от „Priority Records“. В албума участие вземат рапърите Snoop Dogg, RBX, Daz, Nate Dogg и др.
Записите на албума се състоят през юни 1992 г. в „Death Row Studios“ в Лос Анджелис, Калифорния и в „Bernie Grundman Mastering“ в Холивуд. Албумът е кръстен на жаргонна дума за висококачествена марихуана. „The Chronic“ е записан от Дре след оттеглянето му от хип-хоп групата NWA и „Ruthless Records“ поради финансови спорове и поради това включва остри и директни обиди към „Ruthless Records“ и неговия собственик, бившия член на групата NWA, Eazy-E.
The Chronic стига до трета позиция в класацията за албуми Билборд 200 и е сертифициран като тройно платинен от Асоциацията на звукозаписната индустрия в Америка с над 3 милиона продажби в САШ, което прави Доктор Дре един от десетте най-продавани американски изпълнители за 1993 г. През 2020 г. албумът е избран от Библиотеката на Конгреса на САЩ за съхраняване в Националния регистър на звукозаписите поради своята „културна, историческа и естетическа значимост“.

## Списък песни

### Оригинално издание
1. The Chronic (Intro) – 1:57
2. Fuck wit Dre Day (And Everybody's Celebratin') – 4:52
3. Let Me Ride – 4:21
4. The Day the Niggaz Took Over – 4:33
5. Nuthin' but a 'G' Thang – 3:58
6. Deeez Nuuuts – 5:06
7. Lil' Ghetto Boy – 5:27
8. A Nigga Witta Gun – 3:52
9. Rat-Tat-Tat-Tat – 3:48
10. The $20 Sack Pyramid (Skit) – 2:53
11. Lyrical Gangbang – 4:04
12. High Powered – 2:44
13. The Doctor's Office (Skit) – 1:04
14. Stranded on Death Row – 4:47
15. The Roach (The Chronic Outro) – 4:36
16. Bitches Ain't Shit – 4:48